# Norveški glavoč
Glavoč norveški  (lat. Pomatoschistus norvegicus) riba je iz porodice glavoča (laz. Gobiidae). Naraste do 8 cm duljine, a živi na muljevitom dnu, dalje od obale, na dubinama od 18 – 325 m. Ima zaobljenu repnu peraju, boja tijela mu je žuto smeđa, prozirna, na tijelu ima točkice narančaste ili crvenkaste boje. Odrasli mužjaci imaju tamne 10-12 okomitih bočnih crta. ženke općenito imaju blijeđe boje od mužjaka. Hrani se manjim životinjicama, tj. račičima, crvićima,...

## Zanimljivosti
Norveški glavoč se u prirodi (u Irskom moru) zna križati s Lozanovim glavočem (lat. Pomatoschistus lozanoi).

## Rasprostranjenost
Norveški glavoč živi u Atlantiku, od juga Norveške do juga Sjevernog mora, oko obala Britanije i Irske, kao i u Mediteranu.

## Poveznice
|  | Zajednički poslužitelj ima još gradiva o temi Glavoč norveški |
|  | Wikivrste imaju podatke o taksonu Glavoč norveški             |